# Ewa Westling
Anna Kristina Ewa Westling, född Westring 29 augusti 1944 i Arbrå, är mor till prins Daniel och farmor till prinsessan Estelle och prins Oscar.

## Biografi
Westling är dotter till modellsnickaren John Enar Westring (1913–2000) och Nanny Birgitta Hugg (1916–1993). Hon gifte sig 14 maj 1967 med Olle Westling. Paret har förutom Daniel dottern Anna Maria Söderström (född 1970).
Westling var posttjänsteman före sin pensionering.